# Белорусская железная дорога
Белорусская железная дорога (БЖД, БелЖД, бел. Беларуская чыгунка, БЧ) — оператор белорусской сети железных дорог. Это государственное объединение, подчинённое Министерству транспорта и коммуникаций Республики Беларусь. В его состав входит 66 организаций, имеющих статус юридического лица, и три представительства. Аппаратом управления Белорусской железной дороги является Управление Белорусской железной дороги. Образована в мае 1953-го. Частично пролегала по территории Литовской ССР и Украинской ССР.
БЖД связана с железными дорогами сопредельных стран: Латвии (Latvijas dzelzceļš), Литвы (Lietuvos Geležinkeliai), Польши (Polskie Koleje Państwowe), России (Московская и Октябрьская железные дороги РЖД) и Украины (Юго-Западная и Львовская железные дороги УЗ).

## История
Впервые железнодорожное сообщение на территории современной Беларуси было открыто 27 декабря 1862 года на участке Поречье — Гродно Санкт-Петербурго-Варшавской железной дороги.
В 1866 году открыта Динабурго-Витебская железная дорога, в 1868 году — Орловско-Витебская железная дорога (в 1895 году объединены в Риго-Орловскую железную дорогу с управлением в Риге).
В 1871 году открыта линия Москва — Смоленск — Брест Московско-Брестской железной дороги (с 1912 года — Александровская железная дорога).
В 1873 году открыта линия Ново-Вилейск — Минск — Гомель, а в 1874 году — линия Гомель — Ромны Ландварово-Роменской железной дороги (с 1876 года — Либаво-Роменская железная дорога).
В 1882 году открыта линия Жабинка — Пинск, в 1884 году — линия Пинск — Лунинец — Вильна, в 1886 году — железнодорожные линии Лунинец — Гомель и Барановичи — Белосток, а в 1887 году Гомель-Брянская железнодорожная линия, вошедшие в состав Полесских железных дорог, управление которых находилось в Вильне.
В 1894 году проектировалась железнодорожная ветка от Лынтуп до местечка Свирь (24 версты) и далее на Сморгонь, а в 1899 г. — линия от Лынтуп на Шеметово, Ижу до Молодечно.
В 1902 году Риго-Орловская железная дорога пополнилась линией Витебск — Жлобин.
В 1907 году Полесские железные дороги пополнились линией Волковыск — Лида — Полоцк.
Осенью 1915 года русская армия, несмотря на упорное сопротивление немцев, освободила железнодорожные станции Молодечно, Вилейка и Кривичи (сейчас Княгинин) Полесских железных дорог от кайзеровских войск.
В конце 1916 года сформированная 13-я рота (240 чел.) немецкого резервного пехотного полка № 251 под командованием капитана Гёттинга построила вокзал в прифронтовом местечке Шеметово и соединила при помощи полевой узкоколейки Лынтупы и Шеметово.
- В 1918 году в Москве было образовано Белорусское железнодорожное общество, объединившее железнодорожников из Белоруссии, находившихся в эвакуации в России.
- В 1922 году Александровская железная дорога и Московско-Балтийская железная дорога были объединены в Московско-Белорусско-Балтийскую железную дорогу.
- в 1923 году чешский писатель Карел Ванек написал роман «Приключения бравого солдата Швейка в русском плену». Волей писателя бравый солдат Швейк попадает в русский плен во время Первой мировой войны, где его отправляют на строительство военной железной дороги на станцию Будслав.
- в 1936 году из Московско-Белорусско-Балтийской железной дороги выделены Западная железная дорога с управлением в Смоленске и Белорусская железная дорога с управлением в Гомеле.
- в 1937 году в Западной Беларуси, по случаю завершения строительства 4-километрового участка узкоколейной железной дороги Кобыльник — озеро Нарочь[7], с торжественной речью выступил архиепископ Ялбжиковский[8].
- 17 ноября 1939 года было издано постановление ЦК ВКП(б) и СНК СССР «О перешивке железных дорог Западной Украины и Западной Беларуси и переоборудовании подвижного состава на колею СССР»[9].
- 2 декабря 1939 созданы Брест-Литовская железная дорога с управлением в Барановичах и Белостокская железная дорога.
- 28 июля 1951 Минское отделение Западной железной дороги объединено с Брест-Литовской железной дорогой в Минскую железную дорогу.
- 15 мая 1953 Минская железная дорога слилась с Белорусской железной дорогой.
- в 1957 году Белорусской железной дороге переданы Витебское и Оршанское отделения Западной железной дороги.
- 7 декабря 1963 торжественно сдан первый электрифицированный участок Белорусской железной дороги Минск-Олехновичи протяжённостью в 48 км.
- 1965 Депо Минск-Сортировочный переходит с паровозной на тепловозную тягу.
- 1975 Депо Могилёв переходит с паровозной на тепловозную тягу
- 1982 Белорусская железная дорога начала эксплуатацию электровозов.
- 1992 Участок Белорусской железной дороги Вербка (искл.) — Заболотье, расположенный на территории Волынской области Украины, передан Львовской железной дороге.
- 1999 Президент Белоруссии Александр Лукашенко подписывает закон «О железнодорожном транспорте».
- 2000 В Минске открывается новое современное здание железнодорожного вокзала.
- 1 июля 2017 года на станции Лынтупы, по инициативе местного краеведа Е. Громова, был установлен бюст «короля узкоколейки», инженера, депутата Первой Государственной Думы Болеслава Антоновича Яловецкого.

### Хронология электрификации
| Год  | Протяжённость железнодорожных путей общего пользования, км | в том числе электрифици- рованных, км | %  |
| ---- | ---------------------------------------------------------- | ------------------------------------- | -- |
| 2000 | 5533                                                       | 874                                   | 16 |
| 2005 | 5518                                                       | 897                                   | 16 |
| 2008 | 5511                                                       | 897                                   | 16 |
| 2009 | 5511                                                       | 898                                   | 16 |
| 2010 | 5503                                                       | 898                                   | 16 |
| 2011 | 5503                                                       | 899                                   | 16 |
| 2012 | 5483                                                       | 899                                   | 16 |
| 2013 | 5490                                                       | 1013                                  | 18 |
| 2014 | 5491                                                       | 1012                                  | 18 |
| 2015 | 5491                                                       | 1128                                  | 21 |
| 2016 | 5480                                                       | 1131                                  | 21 |
| 2017 | 5480                                                       | 1215                                  | 22 |
| 2018 | 5480                                                       | 1228                                  | 22 |
| 2019 | 5480                                                       | 1228                                  | 22 |
| 2020 | 5474                                                       | 1269                                  | 23 |
| 2021 | 5474                                                       | 1370                                  | 25 |

На Белорусской железной дороге используется стандарт напряжения переменного тока 25 кВ, за исключением приграничных с PKP участков Гродно — Брузги и Брест-Центральный — граница с Польшей (и далее в Тересполь), на которых эксплуатируется польский электроподвижной состав постоянного тока 3 кВ. Единственной действующей в Беларуси станцией стыкования является Брест-Центральный: северная сторона с путями европейской колеи электрифицирована на польском постоянном токе 3 кВ, южная (русская колея) — на белорусском переменном (25 кВ).
- 1963: Минск — Олехновичи;
- 1966: Олехновичи — Молодечно;
- 1970: Минск — Пуховичи;
- 1971: Пуховичи — Талька;
- 1972: Талька — Осиповичи;
- 1974: Минск — Борисов;
- 1975: Минск — Столбцы;
- 1979: Орша — Красное;
- 1980: Борисов — Орша;
- 1981: Столбцы — Барановичи;
- 1983: Барановичи — Брест;
- 1988: Гродно — Кузница (1 путь на колее 1435 мм, путь на колее 1520 мм не электрифицирован);
- 2004: Помыслище — Крыжовка;
- 2013: Осиповичи — Жлобин;
- 2016: Жлобин — Гомель;
- 2017: Молодечно — Гудогай — госграница Литва[14] (далее участок до Науйойи-Вильня электрифицирован LG). Обход Минска: Колодищи — Шабаны[15];
- 2020: Жлобин — Светлогорск[16].
- 2021: Светлогорск — Калинковичи[17]

Перспективы электрификации:
до 2020 года:
- Калинковичи — Барбаров

до 2025 года:
- Обход Минска: Гатово — Михановичи[18]
- Барановичи — Лунинец — д. Ситница и Ситница — Калинковичи[19]

в будущем планируется:
- Жлобин — Могилёв
- Могилёв — Орша
- Бигосово — Полоцк — Витебск — Заольша (от границы с Латвией до границы с Россией)
- Орша — Витебск[20]
- Гродно — Скидель[21]

## Современное состояние

### Грузоперевозки
| Структура погрузки грузов по видам, млн т (2019 год)                                                  |
| --- |
| Графики недоступны из-за технических проблем. См. информацию на Фабрикаторе и на mediawiki.org.       |
| Количество перевезённых контейнеров в сообщении Китай—Евросоюз—Китай (тыс., в 20-футовом эквиваленте) |
| Графики недоступны из-за технических проблем. См. информацию на Фабрикаторе и на mediawiki.org.       |

По данным бывшего начальника БЖД Анатолия Сивака, на 1 января 2012 года парк пассажирских вагонов белорусской магистрали насчитывал 1691 единицу. Средний срок службы пассажирских вагонов при этом — около 23 лет. Износ парка пассажирских вагонов составляет около 56 %. Что касается обеспечения грузовых перевозок, то в настоящее время в инвентарном парке Белорусской железной дороги насчитывается 28 643 грузовых вагона, из них — 4617 крытых, 2914 платформ, 6914 полувагонов, 7027 цистерн и 7171 другой вагон. Износ парка составляет 58,3 %.
Для БЖД характерен ряд проблем, одна из которых — высокая изношенность основных средств — износ составляет 64,7 %, 42 % вагонов используются с истёкшим сроком эксплуатации. Дефицит инвестиций в БЖД составлял[когда?] 461 млрд белорусских рублей 2000 года (примерно 163,5 млн $). До 2009 года недостаток инвестиций покрывался привлечением кредитных ресурсов банков. В 2009 году БЖД необходимо вернуть банкам 233 млрд белорусских рублей (примерно 82,5 млн $).
С начала 2012 года Белорусская железная дорога закупила 2673 грузовых вагона. В том числе приобретено 1470 полувагонов, 676 вагонов-цистерн, 411 хоппер-цементовозов и 116 крытых вагонов. Подвижной состав поставляется на магистраль согласно заключённым договорам в соответствии с утверждёнными графиками поставок. Всего в 2012 году дорога планирует приобрести 3746 грузовых вагонов: 2080 полувагонов, 1000 вагонов-цистерн, 550 хоппер-цементовозов и 116 крытых вагонов. Обновление подвижного состава является одним из важнейших инвестиционных проектов Белорусской железной дороги, которая проводит в данном направлении целенаправленную работу. Согласно Государственной программе развития железнодорожного транспорта Белоруссии, до конца 2015 года Белорусская железная дорога закупит в общей сложности 12,5 тысячи единиц нового подвижного состава. В 2018 году БЖД закупила 429 вагонов, в том числе 416 полувагонов, 10 крытых вагонов и 3 фитинговые платформы.
Также в 2016 году грузооборот железнодорожного транспорта составил 41,1 млрд тонно-километров (32,7 % в общем объёме грузооборота всех видов транспорта), в общей сложности было перевезено 126,8 млн т грузов. Tаким образом удельный вес железнодорожного транспорта в структуре перевозок грузов всеми видами транспорта составил 30,4 %. Объём перевозок снизился по сравнению с предыдущим годом. В 2015 году на железнодорожный транспорт было погружено 80,3 млн т грузов, из которых 22,5 млн т — нефть и нефтепродукты, 20,1 млн т — строительные грузы, 13,3 млн т — химические и минеральные удобрения, 6,6 млн т — лесные грузы, 3,6 млн т — цемент, 2,1 млн т — чёрные металлы, 1,2 млн т — зерно и продукты перемола, 10,9 млн т — прочие грузы.
В целом за 2016 год выручка составила 357,28 млн белорусских рублей (- 1,2 % по сравнению с 2015 годом), а чистая прибыль объединения сократилась на 68,05 % до 6,27 млн рублей (около 3 млн долларов США по тогдашнему курсу). Совокупная прибыль составила 9,1 млн рублей (с учётом переоценки долгосрочных активов которые не включаются в чистую прибыль). По состоянию на 31 декабря 2016 года обязательства объединения по лизинговым платежам составили 244,28 млн рублей, а общий объём долгосрочных кредитов и займов составил 806,8 млн рублей.
За 2018 год тарифный грузооборот достиг максимального значения с 1993 года (52,6 млрд т·км, рост на 8,3 % по сравнению с 2017 годом). Оборот грузового вагона снизился до 3,85 суток, производительность вагонов выросла до 4926 т·км нетто/вагон, локомотивов — выросла до 1297 тыс. т·км брутто/локомотив. Для повышения эффективности грузоперевозок широко использовались удлинённые плечи обслуживания локомотивными бригадами, повышение длины и веса составов, использование электровозов БКГ2 по системе многих единиц. По итогам 2018 года доходы от грузоперевозок (2716 млн руб., или 1300 млн долларов) составили 79,4 % от общих доходов железной дороги. Количество перевезённых через Республику Беларусь контейнеров только в сообщении Китай—Евросоюз—Китай достигло 331,5 тыс. в 20-футовом эквиваленте (+29 %), количество контейнерных поездов — 2835 (+6,4 %). Общее количество перевезённых железной дорогой контейнеров в 2018 году составило 635,4 тыс. в 20-футовом эквиваленте, причём более половины контейнеров (474,3 тыс.) было перевезено ускоренными контейнерными поездами. На конец 2018 года в инвентарном парке БЖД насчитывалось 667 тепловозов и 97 электровозов (итого 764 локомотива, в том числе для пассажирских составов). Для грузовой работы открыто 226 станций.
Для повышения эффективности пропуска контейнерных поездов применяется их укрупнение на станции Брест-Северный, при перегрузке с европейской колеи, по системе 2:1 (из 2 поездов 1435 мм — 1 поезд 1520 мм) или 3:2 (3 и 2 соответственно). Разукрупнение происходит на станции Достык на казахстано-китайской границе, при перегрузке на колею 1435 мм. Маршрутная скорость контейнерных поездов от Бреста до станции Осиновка на белорусско-российской границе составляет 1172 км/сутки.
| Перевезено грузов, тыс. т                                                                       | Грузооборот, млн т·км                                                                           |
| Графики недоступны из-за технических проблем. См. информацию на Фабрикаторе и на mediawiki.org. | Графики недоступны из-за технических проблем. См. информацию на Фабрикаторе и на mediawiki.org. |

Большинство грузов, перевозимых железной дорогой, являются международными, более четверти — транзитными. Так, из 146 295 тыс. т грузов, перевезённых железнодорожным транспортом в 2017 году, 112 785 тыс. т (77,1 %) пришлось на международное сообщение, в том числе 39 082 тыс. т (26,7 % от общего объёма грузов) — на транзит. Из 48 538 млн т·км грузооборота за 2017 год 38 495 млн т·км (79,3 %) пришлось на международное сообщение, в том числе 15 958 млн т·км (32,9 % от общего грузооборота) — на транзит.
В 2018 году 79 % тарифного грузооборота было международным: 37 % — транзитным, 32 % — на вывоз, 10 % — на ввоз. Перевозки по республике составили 21 % от тарифного грузооборота.
Самые грузонапряжённые станции (по погрузке):
- Ситница (Барановичское отделение, Лунинецкий район Брестской области) — обслуживает производителя гранитного щебня РУПП «Гранит» и другие предприятия Микашевичей и окрестностей. На её долю в 2018 году пришлось 15 % погрузки Белорусской железной дороги и 60 % погрузки Барановичского отделения. За первое полугодие 2018 года станция отгрузила почти 8,3 млн т грузов (~16-17 млн т в год), в июле 2018 года ежесуточно отгружалось около 50 тыс. т[36];
- Калий (Могилёвское отделение, город Солигорск Минской области) — обслуживает производителя калийных удобрений ОАО «Беларуськалий», в 2015 году погружено 12,2 млн т[37];
- Барбаров (Гомельское отделение, город Мозырь Гомельской области) — обслуживает Мозырский НПЗ, Белоруснефть-Транс и другие предприятия, в 2014 году погружено более 10,8 млн т нефтепродуктов — 186,7 тыс. вагонов[38];
- Новополоцк (Витебское отделение, город Новополоцк Витебской области) — обслуживает НПЗ «Нафтан», химический завод «Полимир», Белоруснефть-Новополоцкнефтепоставка и другие предприятия, в 2013 году среднесуточная погрузка составляла 27 тыс. т (~9,5-10 млн т в год)[39].

### Формат грузовых перевозок
- Республиканское транспортно-экспедиционное унитарное предприятие «БЕЛИНТЕРТРАНС — транспортно-логистический центр» («БТЛЦ») Белорусской железной дороги.

### Пассажирские перевозки
За весь 2018 год Белорусская железная дорога перевезла 79,9 млн пассажиров, в том числе 62,2 млн человек в региональном сообщении (77,9 % в общем объёме перевозок пассажиров железнодорожным транспортом), 10,2 млн человек в межрегиональном сообщении (12,7 %), по 3,8 млн пассажиров в международном сообщении и городскими линиями (по 4,7 %). Количество пассажиров выросло на городских и международных линиях, а совокупное количество перевезённых пассажиров снизилось на 0,9 %. Количество пассажиров на международных линиях наиболее заметно выросло с Латвией (+17,2 %), Литвой (+14,7 %), менее значительно — с Украиной (+4,7 %) и Польшей (+3,6 %) — во многом благодаря организации новых поездов и организации курсирования более вместительных поездов на недавно электрифицированном участке Молодечно—Гудогай. Совокупный пассажирооборот составил 6215,3 млн пасс·км. В 2018 году доход БЖД от пассажирских перевозок составил 358 млн руб. (около 170 млн долларов), или 10,5 % доходов от основной деятельности, выручка по данному направлению не публиковалась. В августе 2021 года Белорусская железная дорога отменила большое количество электропоездов и дизель-поездов региональных линий экономкласса — по официальной версии, из-за падения спроса. Почти одновременно, с 13 августа 2021 года, проезд в поездах региональных линий экономкласса подорожал на 10-15 %.
В 2015 году БЖД перевезла 87,1 млн пассажиров, в том числе 4 млн международным сообщением (1,7 млн ввоз, 1,7 млн вывоз, 0,6 млн транзит), 12,4 млн межрегиональными и региональными линиями бизнес-класса, 67,4 млн региональными линиями экономкласса и 3,3 млн городскими линиями. Пассажирооборот составил 7117 млн пассажиро-км — 1124 млн международным сообщением, 3032 млн межрегиональными и региональными линиями бизнес-класса, 2962 млн региональными линиями экономкласса (в том числе 73 млн городскими линиями). Статистика популярных направлений не публикуется.
| Перевезено пассажиров (млн):                                                                    | В том числе региональными линиями экономкласса и городскими линиями (млн):                      |
| Графики недоступны из-за технических проблем. См. информацию на Фабрикаторе и на mediawiki.org. | Графики недоступны из-за технических проблем. См. информацию на Фабрикаторе и на mediawiki.org. |

По состоянию на конец 2018 года в инвентарном парке БЖД числилось 288 секций электропоездов и 145 секций дизель-поездов. Пассажирские перевозки осуществляются электропоездами ЭР9 и Stadler Flirt (ЭПг, ЭПр, ЭПм), а также дизель-поездами ДР1, ДРБ1,
ДДБ1, ДП1, ДП3, ДП6. Цены на пригородные билеты являются одними из самых низких в Европе (после Украины и Молдовы), они в среднем в 4 раза ниже, чем в РФ и 8 раз ниже, чем в Германии.
В середине 2019 года пассажиры в среднем возмещали 43 % затрат на организацию перевозок, а к 2020 году ожидается повышение уровня возмещения затрат железной дороги на пассажирские железнодорожные перевозки до 60 %. В 2019 году уровень возмещения колебался от полного на поездах международных линий до 16 % на поездах региональных линий экономкласса и 21 % на поездах городских линий. 20 марта 2018 года тарифы на проезд в поездах региональных линий экономкласса были повышены на 24 % (до 20 копеек (около 0,1 доллара) за первую зону + 2 копейки за каждый дополнительный километр), однако за год уровень окупаемости затрат на этот вид перевозок, по данным Белорусской железной дороги, вырос всего на 1 %. Разрешение на повышение тарифов даёт Министерство антимонопольного регулирования и торговли Республики Беларусь с учётом инфляционных ожиданий и ростом уровня доходов населения. По подсчётам издания ex-press.by, при доведении возмещения затрат до 100 % самые дешёвые варианты пассажирских перевозок железнодорожным транспортом станут неконкурентоспособными по сравнению с автомобильным транспортом.

### Формат пассажирских перевозок
С 2011 года была введена новая классификация пассажирских перевозок:
- Международные линии
- Межрегиональные линии
- Региональные линии
- Городские линии

### Направления пригородных поездов Минского отделения
- Барановичское направление
- Осиповичское направление
- Молодечненское направление
- Оршанское направление

## Начальники
- Павел Владимирский (1936—1937)
- Михаил Пономарёв (1937—1938)
- Пётр Некрасов (1938—1940)
- Нил Краснобаев (1940—1942, 1943—1946)
- Дмитрий Комаров (1946—1952)
- Владимир Меркулов (1952—1953)
- Гавриил Котяш (1953—1969)
- Евгений Юшкевич (1969—1981)
- Андрей Андреев (1981—1990)
- Степан Шкапич (1990—1993)
- Евгений Володько (1993—1998†)
- Виктор Рахманько (1998—2001[49])
- Василий Гапеев (2001—2004)
- Владимир Жерело (2004—2008)
- Анатолий Сивак (2008—2012)
- Владимир Морозов (2012—2024)
- Веренич, Валерий Емельянович (с 2024)

## Перспективы развития
Среди основных перспективных направлений развития Белорусской железной дороги, на утверждённых в 2011 году, ожидающих реализации по состоянию 2019 год:
- строительство пассажирской технической станции в Минском железнодорожном узле (в первую очередь — для обслуживания международных линий);
- строительство третьих главных путей от Минска до станций Помыслище, Смолевичи, Руденск, а также на участке обхода Минска (Помыслище—Дегтярёвка), а также вторых главных путей на восточном и южном обходах Минска (Колодищи—Колядичи—Помыслище);
- устройство вторых путей на ряде напряжённых перегонов;
- электрификация участка Жлобин—Калинковичи;
- обновление локомотивного (замена ТЭП60, модернизация 2М62, 2ТЭ10М, 2ТЭ10У и маневровых тепловозов) и вагонного парка[50].

В 2000-е — начале 2010-х годов неоднократно озвучивались планы строительства железнодорожной линии в Лельчицкий район Гомельской области для вывоза продукции месторождений строительного камня и бурого угля с примыканием к существующей железнодорожной сети на станции Михалки или Ельск.
В июне 2019 года начато строительство линии длиной 30 км от станции Уречье на перегоне Осиповичи — Слуцк к Нежинскому горно-обогатительному комбинату через Любань.
Перспективы развития Белорусской железной дороги, на утверждённых в 2020 году, на период 2020-2025г
- 15 новых электровозов серии БКГ
- 29 вагонов (22 плацкартных, 6 купейных и 1 штабной)
- 3 дизель-поездов PESA ДП6
- 2 электропоездов Stadler ЭПм.

## Вагонное хозяйство
В состав вагонного хозяйства Белорусской железной дороги входит 12 вагонных депо и 2 промывочно-пропарочные станции:
- ВЧД-1 Минское вагонное депо
- ВЧД-2 Рефрижераторное вагонное депо Молодечно
- ВЧД-3 Оршанское вагонное депо
- ВЧД-4 Барановичское вагонное депо
- ВЧД-5 Волковысское вагонное депо
- ВЧД-6 Вагонное депо Брест
- ВЧД-7 Гомельское вагонное депо Архивная копия от 28 августа 2014 на Wayback Machine
- ВЧД-8 Жлобинское вагонное депо Архивная копия от 28 августа 2014 на Wayback Machine
- ВЧД-9 Осиповичское вагонное депо
- ВЧД-10 Могилёвское вагонное депо
- ВЧД-11 Витебское вагонное депо
- ВЧД-12 Полоцкое вагонное депо
- Промывочно-пропарочная станция Барбаров Архивная копия от 28 августа 2014 на Wayback Machine
- Новополоцкая промывочно-пропарочная станция

## Локомотивное хозяйство
На дороге 16 основных и четыре оборотных локомотивных депо, одно моторвагонное депо.
Основные локомотивные депо:
- ТЧ-1 Минск-Сортировочный (ЧС4Т, ТЭП70, ТЭП70БС, М62, ДМ62, 2М62, ЧМЭ3, ЧМЭ3Т, ЧМЭ3Э, ТГК2, ТМЭ1, ТМЭ2, ТМЭ3, ДП3, ДП6. Ранее ТЭП60, 2ТЭП60)
- ТЧ-2 Молодечно (М62, ЧМЭ3, ЧМЭ3Т, ТГК2)
- ТЧ-3 Барановичи (ВЛ80С, БКГ1, ДР1А, ДР1Б, ЭР9Е, ЧМЭ3, ЧМЭ3Т, ТМЭ1, ТГМ3, ТЭМ2УМ, ТГМ23Д. Ранее также М62, ДР1, ДР1П, ВЛ80К, ТЭ3)
- ТЧ-4 Лунинец (М62, 2М62, 2М62У, ДМ62, ЧМЭ3, ТМЭ1, ТГМ23В. Ранее ТГМ4)
- ТЧ-5 Лида (М62, ЧМЭ3, ЧМЭ3Т, МДП, ТГМ23Б, ТГК2, ТМЭ3. Ранее ЧМЭ3Э)
- ТЧ-6 Волковыск (М62, 2М62, 2М62У, ЧМЭ3, ЧМЭ3Т, ЧМЭ3Э, ТГК2)
- ТЧ-7 Брест (М62, 2М62, ЧМЭ3, ЧМЭ3Т, ДР1А, МДП, ТМЭ3. Ранее ТГК2 и ДР1П)
- ТЧ-8 Гомель (М62, 2ТЭ10У, ЧМЭ3, ЧМЭ3Т, ЧМЭ3Э, ТМЭ3 , ТГК2, ДР1А, ДР1Б, ЭР9Е. Ранее ТГМ6В и ДР1П)
- ТЧ-10 Жлобин (М62, ЧМЭ3)
- ТЧ-11 Калинковичи (М62, 2М62, ЧМЭ3, ЧМЭ3Т, ТМЭ1, ТМЭ3, ДП1)
- ТЧ-12 Могилёв (М62, 2М62, 2М62У, ТГМ4, ТГМ4А, ТГМ4Б, ТГМ23Д, ЧМЭ3, ЧМЭ3Т, ДРБ1 , ДП1, ДП3)
- ТЧ-13 Осиповичи (М62, ЧМЭ3, ЧМЭ3Т, ТГМ4, ТМЭ3)
- ТЧ-14 Кричев (ЧМЭ3)
- ТЧ-15 Орша (ТЭП70, М62, 2М62, ЧМЭ3, ЧМЭ3Т, МДП, ДРБ1. Ранее ДР1П, ДР1А, ТЭП60)
- ТЧ-16 Витебск (2ТЭ10М, ЧМЭ3, ЧМЭ3Т, ЧМЭ3Э, ТМЭ1, Ранее ТЭП60,)
- ТЧ-17 Полоцк (М62, 2М62, 2М62У, ЧМЭ3, ЧМЭ3Т, ДДБ1)

Оборотные локомотивные депо:
- ТД-1 Бобруйск
- ТД-2 Гродно
- ТД-3 Крулевщизна
- ТД-4 Слуцк

Моторвагонное депо:
- ТЧ-9 Минск-Северный (ЭР9М, ЭР9Е, ЭР9Т, ЭПг, ЭПр, ЭПм, ЧМЭ3, ТМЭ3)

## Подвижной состав
В разделе указаны типы локомотивов, ранее эксплуатировавшиеся на Белорусской железной дороге, и эксплуатирующиеся в настоящее время.

#### Паровозы
В XIX—XX веках на Белорусской железной дороге эксплуатировались паровозы серий Г-49 (Завод Зигль, Вена, с 1862 года), В (Коломенского завода, с 1871 года), Нв (с 1892 года), А (с 1892 года), Ов (с 1893 года), Щ (с 1906 года), С (с 1910 года), Су (с 1930 года), Эу (с 1926 года), ФД (с 1938 года), ТЭ, ТЕ, ТЛ, ТЩ, ТО, 55 (с 1942 года), СО (с 1938 года), ИС (с 1939 года), Эр (с 1946 года), Л (с 1947 года), ЛВ (с 1955 года), П36 (с 1955 года).
Регулярная эксплуатация паровозов на Белорусской железной дороге продолжалась, в основном, до начала 1970-х. Так станция «Минск-Сортировочный» окончательно перешла на тепловозную тягу к 1965 году, а станция «Могилёв» к 1975 году. Позднее отдельные паровозы эксплуатировались в качестве маневровых на некоторых товарных станциях.

#### Тепловозы
Первые тепловозы появились на Белорусской железной дороге в 1945 году (серия Да), однако активное их внедрение началось только в 1960-е годы: магистральные тепловозы ТЭ2 (с 1963 года), ТЭ3 (с 1965 года), ТЭ7 (с 1967 года), маневровые тепловозы ВМЭ1 (с 1960 года), ТГМ1 (с 1960 года), ТГМ3 (с 1961 года). Их эксплуатация на железных дорогах общего пользования к настоящему времени прекращена, однако маневровые тепловозы ТГМ1 и ТГМ3 используются отдельными промышленными предприятиями. По состоянию на 2020 год эксплуатируются тепловозы: ЧМЭ3 (с 1965 года), М62, 2М62 и 2М62У (с 1970 года), ТЭМ2 (с 1971 года), ТЭП70 (с 1973 года; ТЭП70БС — с 2006 года), 2ТЭ10М (с 1987 года), 2ТЭ10У (с 1990 года), ТМЭ1 (с 2011 года), ТМЭ3 (с 2012 года). В начале 2020 года завершилась эксплуатация пассажирских тепловозов ТЭП60.

#### Дизель-поезда
На Белорусской железной дороге в разное время использовались дизель-поезда ДР1 (с 1969 года; ДР1Б — с 2006 года), ДРБ1 (с 1994 года), ДДБ1 (с 1998 года), ДП1 (2012), ДП3 (2014), ДП6 (2019). Дизель-поезда появились взамен обычных пригородных поездов, состоявших из паровоза и 14-метровых двухосных пригородных вагонов используемых на неэлектрифицированных участках.

#### Электровозы
ВЛ80С (с 1982 года), ЧС4Т (с 1983 года), БКГ1 (с 2012 года), БКГ2. Появление грузовых и пассажирских электровозов стало возможным благодаря значительно проведённой к началу 1980-х электрификации Белорусской железнодорожной сети. В результате чего в тяговых частях «Минск-Сортировочный» и «Барановичи» смогли базироваться электровозы.

#### Электропоезда
ЭР9 (с 1963 года), ЭПг (с 2011 года), ЭПр (с 2011 года), ЭПм (с 2016 года). Некоторое время эксплуатировались пригородные электропоезда ЭР11. Использование электропоездов стало возможным с началом электрификации Белорусской железной дороги с начала 1960-х годов.

### Базы запаса
Список баз запаса БелЖД:
- Негорелое (на 10.06.2015 подвижной состав отсутствует)
- Шклов
- Салтановка (закрыта)
- Славное
- Лунинец
- Янов-Полесский (закрыта)
- Крулевщизна (закрыта)
- Кричев (Паровозы)

## Сортировочные станции
- Барановичи-Центральные
- Барбаров (промышленная станция Мозырского НПЗ)
- Брест-Восточный
- Брест-Северный
- Витебск
- Полоцк-Громы
- Гомель-Сортировочный (нечётная система)
- Гомель-Сортировочный (чётная система)
- Жлобин-Сортировочный (двухсторонняя)
- Калинковичи
- Лида
- Лунинец
- Минск-Сортировочный
- Могилёв-2
- Молодечно
- Новополоцк (промышленная станция Новополоцкого НПЗ)
- Орша-Западная
- Орша-Центральная
- Слуцк
- Степянка

## Электроснабжение
Хозяйство электрификации и электроснабжения включает в себя 7 дистанций: Минскую, Барановичскую, Брестскую, Гомельскую, Могилёвскую, Витебскую и Оршанскую. Одна из них — Витебская — обслуживает неэлектрифицированные участки железной дороги. В хозяйстве электрификации и электроснабжения имеется дорожная электротехническая лаборатория, 24 тяговых подстанций, из них 2 тяговых подстанции постоянного тока, контактную сеть обслуживают 31 район контактной сети, энергетику — 18 районов электроснабжения.
Эксплуатационная длина электрифицированных участков дороги — 1369 км, что составляет 25 % от общей протяжённости дороги, в том числе на переменном токе — 1342,6 км, на постоянном — 26,4 км. Участки работают на переменном токе напряжением 27,5 кВ, 2×25 кВ и на постоянном токе напряжением 3,3 кВ. Развёрнутая длина контактной сети — 3973,2 км. Длина воздушных линий 6—10 кВ составляет 7195,9 км, кабельных линий 6-10 кВ — 1409,1 км.
В 2018 году технические устройства хозяйства электрификации передали потребителям 745,7 млн кВт·ч электроэнергии, в том числе 577,5 млн кВт·ч — непосредственно на электрическую тягу.

## Подведомственные предприятия
В состав БЖД входит ряд промышленных предприятий:
- ПРУП «Гомельский электромеханический завод» Белорусской железной дороги
- ПРУП «Борисовский шпалопропиточный завод» Белорусской железной дороги официальный сайт Архивная копия от 23 декабря 2021 на Wayback Machine
- ПРУП «Барановичский завод автоматических линий» Белорусской железной дороги
- ПРУП «Брестский электротехнический завод» Белорусской железной дороги
- УП «Минский вагоноремонтный завод им. А. Ф. Мясникова» Белорусской железной дороги
- УП «Гомельский вагоноремонтный завод им. М. И. Калинина» Белорусской железной дороги
- Осиповичский завод железобетонных конструкций СМРУП «Дорстроймонтажтрест»
- Барановичский завод строительных деталей и конструкций СМРУП «Дорстроймонтажтрест»
- Брестский завод железобетонных конструкций и строительных деталей СМРУП «Дорстроймонтажтрест»
- РУП «Балластный карьер „Радошковичи“ Белорусской железной дороги»

Также в её состав входят:
- РУП Белжелдорпроект (проектный институт)
- Детская железная дорога им. К. С. Заслонова ТРУП «Минское отделение Белорусской Железной дороги»

## Награды
26.11.1971 Президиум Верховного Совета СССР постановил: «За высокие производственные успехи и в связи со 100-летием со дня основания наградить Белорусскую железную дорогу орденом Ленина».

## Международные санкции
Из-за поддержки Белоруссией вторжения России на Украину, 22 ноября 2022 года Канада ввела санкции против Белорусской железной дороги и её главы Владимира Морозова. В конце января 2023 года Белорусская железная дорога попала под санкции Украины. В июне 2023 года ЕС и Швейцария, а в ноябре того же года Украина также ввели санкции против Владимира Морозова; в феврале 2024 года к ним присоединилась Австралия, а в сентябре — Новая Зеландия.

## Репрессии в отрасли
23 сентября 2021 года задержали 14 человек, которые ранее заявляли о забастовке. Среди задержанных были сотрудники БелЖД, которых поместили в СИЗО КГБ.
В октябре 2022 года работников, которые родились на Украине, вызывали на допросы в КГБ.
В апреле 2023 года КГБ по всей стране проводило задержания и увольнения среди сотрудников военизированной охраны Белорусской железной дороги.

## Милиция
1 сентября 2021 году транспортная милиция: Барановичский ОВДТ, Гродненский ОВДТ прекратили свою деятельность.
На 1 января 2023 года действует Отдел транспортной милиция, а именно Оршанский ОВДТ.
Их деятельность поднадзорная транспортной прокуратуре Беларуси.